# 통학 버스

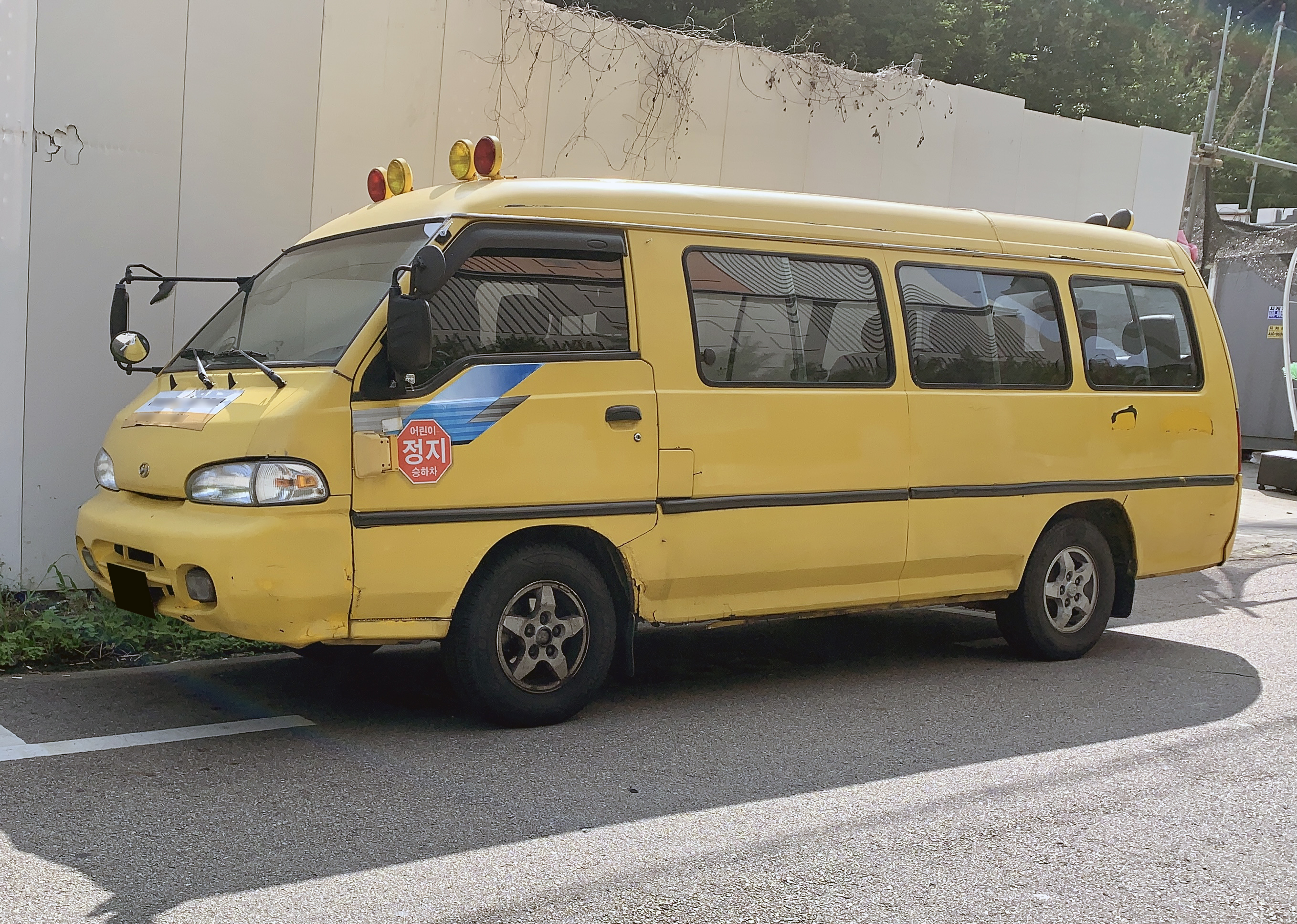
현대 그레이스 통학 버스

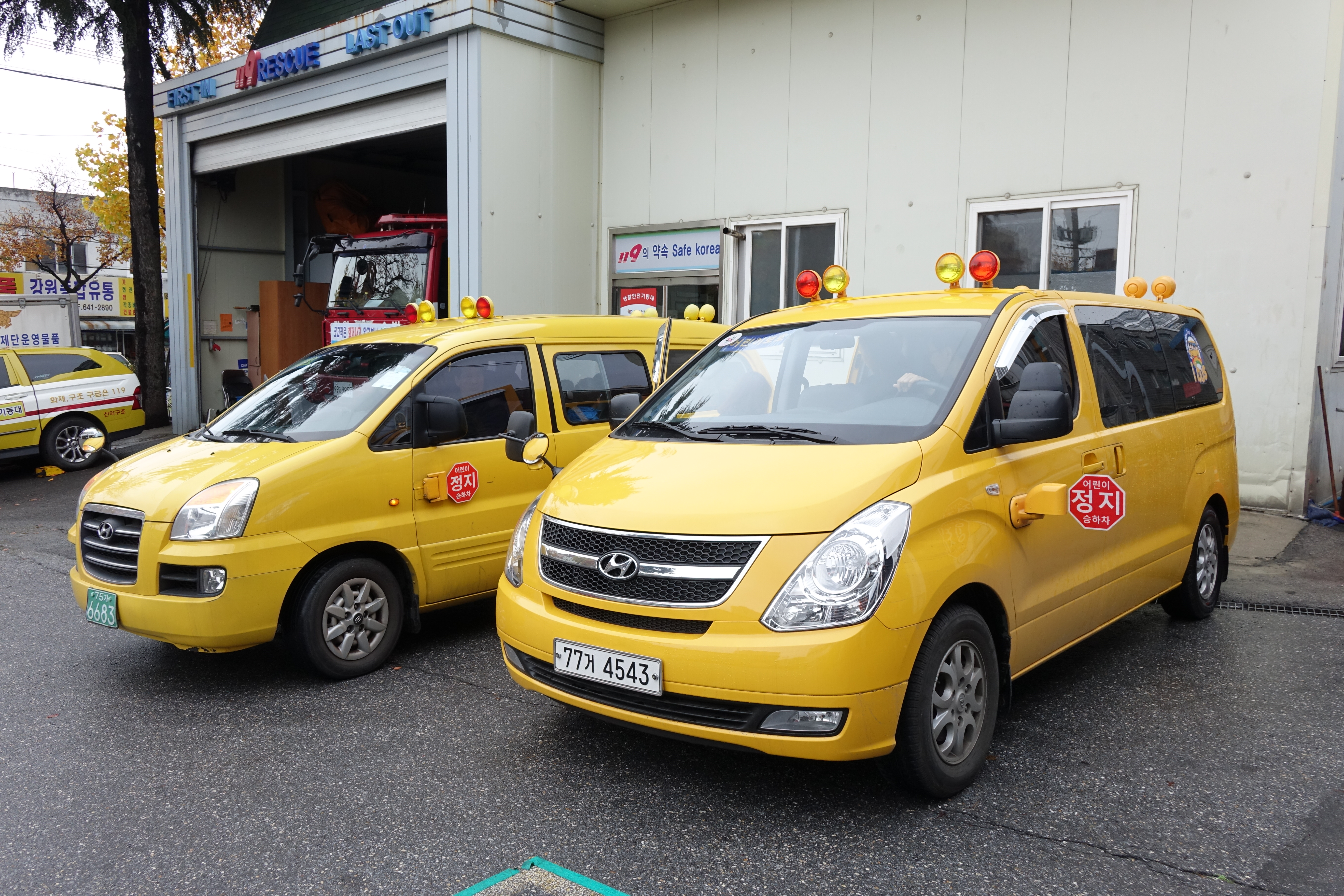
현대 스타렉스 통학 버스

통학 버스(通學 - ) 또는 스쿨 버스(영어: school bus)는 어린이가 유치원, 학원, 학교 등을 통학할 때 타는 버스다.

## 대한민국의 통학 버스
대한민국의 통학 버스는 어린이집과 유치원, 학원, 특수학교, 시골의 초등학교와 일부 중학교 및 고등학교, 대학교에서 주로 운용한다. 그리고 대한민국의 도로교통법에서는 어린이(13세 미만)를 교육대상으로 하는 시설에서 어린이의 통학에 이용한다고 신고한 자동차를 '어린이통학버스'라고 한다. 법률 개정 이전에는 붉은색과 파란색, 흰색이나 검정색 등 여러 색상으로 도색이 가능하였으나 현재는 안전과 어린이를 상징하는 노란색으로 의무적으로 도색해야 하며, 제조사에서도 어린이보호차량 모델은 오직 노란색으로만 제공하고 있다. 중학교와 고등학교의 통학 버스는 해당 지역의 전세버스 업체와 계약을 맺어 운용하는 경우가 거의 많으며, 대학교에서는 자체적으로 통학 버스를 도입하여 해당 학교의 도색을 하고 다닌다. 2023년 4월 3일부터는 대기관리권역법 개정 시행으로 인해 디젤 차량을 어린이보호차량으로 등록하는 것이 금지될 예정이어서, 그 이후부터는 LPG 등 다른 연료를 사용하는 차량이나 전기 어린이보호차량만 보일 전망이다.

현재 대한민국에서 주로 운용하는 차량은 현대 스타렉스 및 스타리아같은 승합차이다. 그 외에도 현대 쏠라티, 르노 마스터, 메르세데스-벤츠 스프린터 등 한 체급 높은 차량이나 기아 카니발과 쌍용 코란도 투리스모와 같은 미니밴을 사용하는 경우도 있다. 과거에는 현대 그레이스, 기아 베스타, 프레지오, 봉고 3 코치, 쌍용 이스타나 등 원박스카를 운행하였다.